# おかあさん (映画)
『おかあさん』は、1952年6月12日に公開された日本映画。製作、配給は新東宝。モノクロ、スタンダード。

## スタッフ
- 製作：永島一朗
- 製作補：青山硯
- 原作：全国児童綴方集
- 脚本：水木洋子
- 音楽：斎藤一郎
- 撮影：鈴木博
- 美術：加藤雅俊
- 録音：中井喜八郎
- 照明：佐藤快哉
- 編集：笠間秀敏
- チーフ助監督：石井輝男
- 監督：成瀬巳喜男

## キャスト

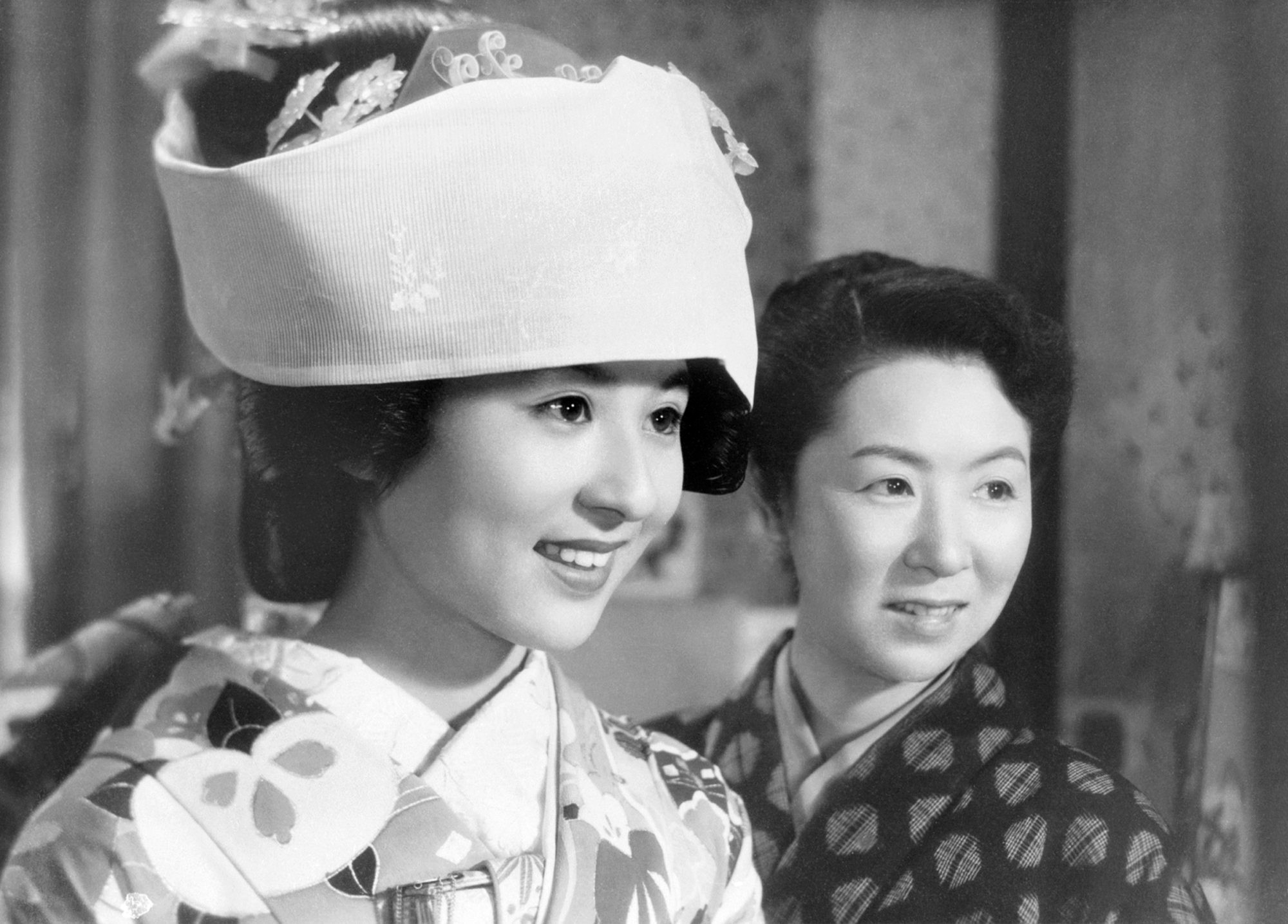
香川京子(左)と田中絹代(右)

- 福原正子：田中絹代
- 福原年子（正子の長女）：香川京子
- 福原良作（正子の夫）：三島雅夫
- 栗原則子（正子の妹）：中北千枝子
- 福原久子（年子の妹）：榎並啓子
- 福原進（年子の兄）：片山明彦
- 平井信二郎：岡田英次
- 木村庄吉：加東大介
- 良作の弟：鳥羽陽之助
- 年子のおばさん：三好栄子
- 福原こよ（良作の義妹）：一の宮あつ子
- 平井信造（信二郎の父）：中村是好
- 平井みの（信二郎の母）：本間文子
- おせい（小物屋）：沢村貞子
- 廃品回収人：永井柳太郎
- 栗原哲夫（則子の息子）：伊東隆
- 客A：小倉繁
- 客B：小高まさる
- 高松政雄
- 岡竜三
- 小原昇
- 若宮清子
- 神代あき子

## 受賞歴
- 1952年第7回毎日映画コンクール
  - 俳優部門 男優助演賞：加東大介 『おかあさん』、『荒木又右衛門 決闘鍵屋の辻』
- 1952年第3回ブルーリボン賞[2][3]
  - 監督賞：成瀬巳喜男 『稲妻』、『おかあさん』
  - 助演男優賞：加東大介 『荒木又右衛門 決闘鍵屋の辻』、『おかあさん』
  - 企画賞：永島一朗 『おかあさん』